# Белолобики
Белолобики (лат. Aphelocephala) — род птиц из семейства шипоклювковых. Все виды — эндемики Австралии.

## Открытие и этимология
Род был первоначально описан как Xerophila Джоном Гулдом, однако Гарри Оберхользер указал, что это название рода было дано роду моллюсков. Поэтому он предложил название Aphelocephala, которое происходит от др.-греч. αφελης «простой» и др.-греч. κεφαλη «голова».

## Описание
У видов данного рода короткие клювы, и, в отличие от остальных представителей семейства Acanthizidae, они потребляют в своем рационе большое количество семян.

## Список видов
Международный союз орнитологов относит к роду три вида:
- Aphelocephala leucopsis (Gould, 1841) — Обыкновенный белолобик
- Aphelocephala nigricincta (North, 1895) — Галстучный белолобик
- Aphelocephala pectoralis (Gould, 1871) — Рыжегрудый белолобик